# Игры Юго-Восточной Азии 2017
29-е Игры Юго-Восточной Азии прошли с 14 по 30 августа 2017 года в Малайзии. В них приняли участие спортсмены из 11 стран, которые соревновались в 45 видах спорта.

## Стадионы
Соревнования прошли на 36 аренах в двух федеральных территориях (Куала-Лумпур (19 арен) и Путраджая (3)) и в четырёх штатах (Селангор (10), Негери-Сембилан (2), Кедах (1) и Тренгану (1)).

## Участники
В скобках - количество спортсменов, принимавших участие в играх от данной страны.

| - Бруней (105) - Восточный Тимор (50) - Вьетнам (460) - Индонезия (535) | - Камбоджа (169) - Лаос (195) - Малайзия (844) - Мьянма (405) | - Сингапур (565) - Таиланд (818) - Филиппины (497) |

## Виды спорта
В скобках - число золотых медалей, разыгранных в данном виде спорта.

| - Бадминтон (7) - Баскетбол (2) - Бильярд (7) - Бокс (6) - Боулинг (10) - Велосипедный спорт (20) - Водное поло (2) - Воднолыжный спорт (11) - Волейбол (2) - Гимнастика (20) - Гольф (4) | - Дзюдо (6) - Индорхоккей (2) - Карате (16) - Конный спорт (6) - Крикет (3) - Лёгкая атлетика (45) - Лоун боулз (8) - Мини-футбол (2) - Настольный теннис (7) - Нетбол (1) - Парусный спорт (14) | - Пенчак-силат (20) - Петанк (7) - Плавание (40) - Поло (1) - Прыжки в воду (13) - Регби-7 (2) - Сепактакрау (12) - Синхронное плавание (5) - Сквош (9) - Стрелковый спорт (14) - Стрельба из лука (10) | - Тайский бокс (5) - Теннис (5) - Триатлон (2) - Тхэквондо (16) - Тяжёлая атлетика (5) - Ушу (20) - Фехтование (6) - Фигурное катание (2) - Футбол (2) - Хоккей на траве (2) - Хоккей с шайбой (1) - Шорт-трек (6) |

## Итоги Игр
Выделена страна-хозяйка Игр.
| Место | Страна          | Золото | Серебро | Бронза | Всего |
| ----- | --------------- | ------ | ------- | ------ | ----- |
| 1     | Малайзия        | 145    | 92      | 86     | 323   |
| 2     | Таиланд         | 72     | 86      | 88     | 246   |
| 3     | Вьетнам         | 58     | 50      | 60     | 168   |
| 4     | Сингапур        | 57     | 58      | 73     | 188   |
| 5     | Индонезия       | 38     | 63      | 90     | 191   |
| 6     | Филиппины       | 24     | 33      | 64     | 121   |
| 7     | Мьянма          | 7      | 10      | 20     | 37    |
| 9     | Камбоджа        | 3      | 2       | 12     | 17    |
| 8     | Лаос            | 2      | 3       | 21     | 26    |
| 10    | Бруней          | 0      | 5       | 9      | 14    |
| 11    | Восточный Тимор | 0      | 0       | 3      | 3     |
| Всего | Всего           | 404    | 402     | 526    | 1332  |